# Negrito pastor

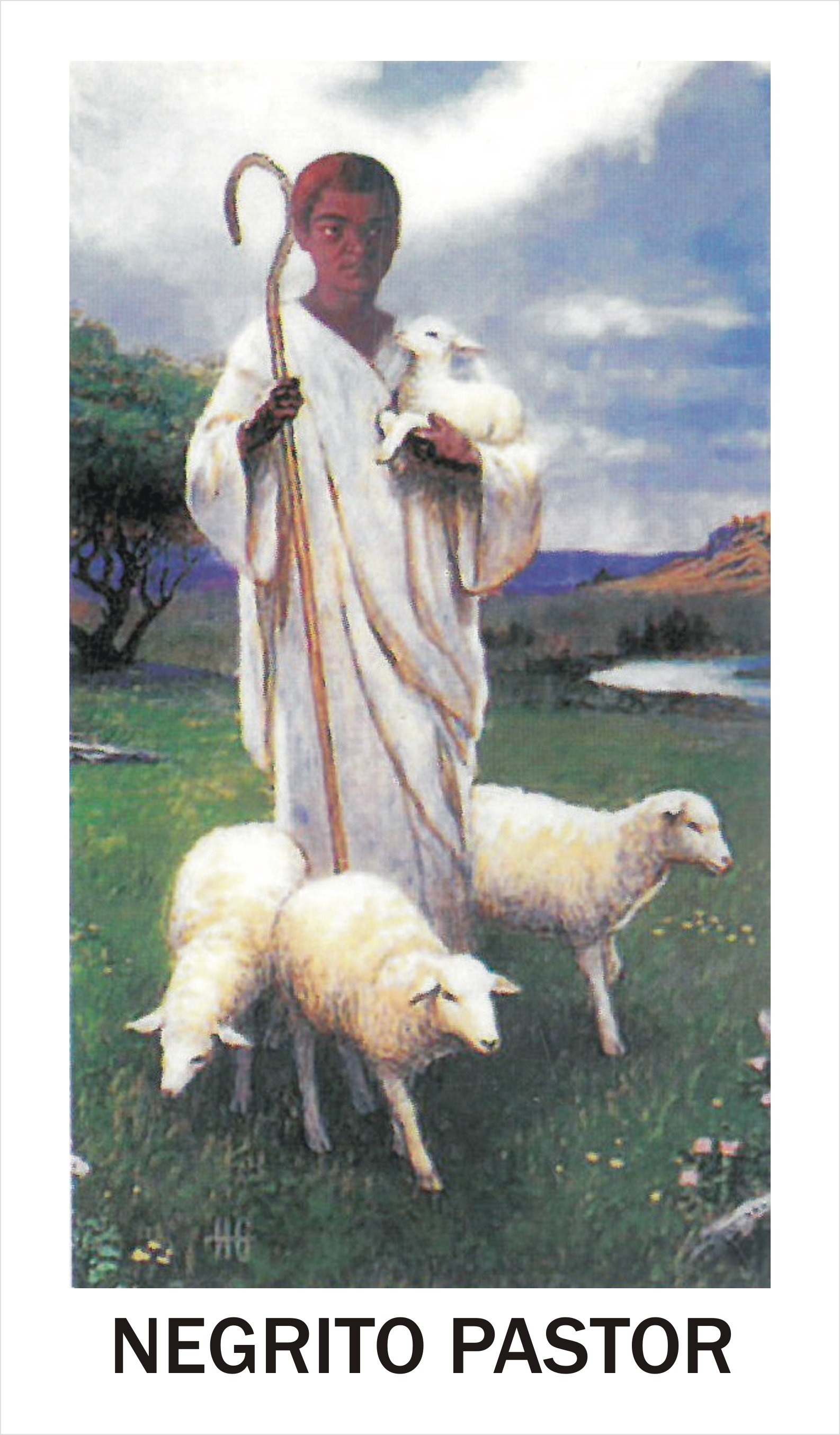
Negrito Pastor

El negrito pastor (en portugués Negrinho do Pastoreio), conocido también en español como el negrito del pastoreo, es una aparición de un esclavo qué pertenece a la leyenda afrocristiana. Muy contada a finales del Siglo XIX por los brasileños que defendían el fin de la esclavitud, el mito es popular en el sur de Brasil y en todo el Uruguay. En Uruguay dos escritores incluyeron esta leyenda en sendos libros de cuentos. Serafín J. García escribió "Leyendas y supersticiones" en 1968 y Marcos Salaberry le dedica un capítulo en "Historias de gurises", publicado en 2018. Su celebración es en cada 14 de mayo, tomando una fuerte devoción en recuperar las causas perdidas.

## Leyenda
La leyenda del sur brasileño la describe João Simões Lopes Neto en su libro Contos Gauchescos y Lendas do Sul
El negrito pastor era un esclavo obligado a pastorear caballos (u ovejas en la versión uruguaya de la leyenda), pero -según la leyenda- a causa de haber extraviado a uno de los animales, este hecho lo llevó a la muerte. 
Según la versión brasileña y una de las versiones uruguayas, el patrón lo hizo azotar con látigo para luego arrojarlo malherido en un hormiguero; muriendo en aquel lugar.
Según otra versión uruguaya, el patrón luego de castigarle lo mandó en la noche a buscar al animal perdido (el cual era de color negro); pero luego de encontrarlo, un rayo habría matado "al negrito".
Se dice que desde aquel día de su muerte, el espíritu del mártir de la esclavitud suele reaparecer pastoreando a sus caballos (u ovejas), y ayuda a encontrar objetos perdidos a quien se lo pida encendiendo una vela a la Virgen María. Una canción del compositor tacuaremboense Héctor Numa Moraes relata con tierna melodía la vida del Negrito del Pastoreo. En el interior del Uruguay cuando se busca un objeto perdido se dice a modo de plegaria: "Negrito del Pastoreo, hacé que encuentre lo que no veo".